# Pierre Jarret de Verchères
Pierre Jarret de Verchères (né en 1679 et décédé en 1708) fut un officier militaire canadien. Son père, François, fut le fondateur de Verchères. En 1691, comme adolescent, avec sa grande sœur Madeleine et son jeune frère Alexandre, il défendit le fort de son père pour une semaine contre les Iroquois. Jarret de Verchères fut tué en 1708 après que son détachement fut embusqué après une attaque sur Haverhill (Massachusetts).